# Nguyễn Quang Toản
Nguyễn Quang Toản  (chữ Hán: 阮光纘, 1783 – 1802), là vị hoàng đế thứ 3 và cuối cùng của nhà Tây Sơn trong lịch sử Việt Nam. Ông là con trai của vua Quang Trung (Nguyễn Huệ), lên ngôi sau khi Nguyễn Huệ mất vào ngày 16 tháng 9 năm 1792 khi mới 10 tuổi. Trong thời gian trị vì, ông đã đặt 2 niên hiệu là Cảnh Thịnh và Bảo Hưng.
Quang Toản sau khi lên ngôi vì quá nhỏ tuổi, không có kinh nghiệm cai quản triều chính nên đã bị cậu ruột là Thái sư Bùi Đắc Tuyên chuyên quyền thâu tóm triều chính. Nội bộ Tây Sơn cũng từ đó mà lục đục, suy yếu, các tướng lĩnh tranh chấp quyền hành giết hại lẫn nhau. Nhân lúc Tây Sơn suy yếu, chúa Nguyễn ở Gia Định thừa cơ bắc phạt, sau 10 năm thì khôi phục sơn hà Đàng Trong, vua tôi Tây Sơn chạy ra miền bắc. Năm 1802, quân nhà Nguyễn tiến ra Bắc Hà, Cảnh Thịnh cùng triều đình đều bị bắt và đưa về xử lăng trì tại Huế. Cái chết của ông cũng đánh dấu sự chấm hết của nhà Tây Sơn.

## Thân thế và cuộc sống ban đầu
Nguyễn Quang Toản còn có tên gọi khác là Nguyễn Trát, là con trai đích trưởng của vua Quang Trung. Mẫu thân ông là bà Phạm Thị Liên, Chánh cung Hoàng hậu của Quang Trung. Bà Phạm Thị Liên là chị em khác cha cùng mẹ với Thượng thư Bộ Hình Bùi Văn Nhựt và Thái sư Bùi Đắc Tuyên. Bà có với Quang Trung 3 trai, 2 gái, trong đó Quang Toản là Hoàng đích trưởng tử. Trước ông có một người anh trai tên là Quang Thuỳ do vợ thứ sinh ra, vì thế Quang Toản là người đúng đầu danh sách kế vị dù còn nhỏ tuổi. Trước kia vua Quang Trung sai một người tên là Phạm Văn Trị đóng giả mình đến chầu vua Càn Long nhà Thanh. Vua Càn Long nước Thanh khi đó tưởng Quang Thùy là con trưởng, bèn phong cho làm Thế tử, sau biết Thùy là con vợ thứ, mới đổi phong cho Toản, và ban cho Toản một cái ngọc đai bằng ngọc, hà đai bằng gấm. Nhận xét về Thái tử Quang Toản, vua Quang Trung có nói:
Thái tử là người có tư chất, nhưng tuổi hãy còn nhỏ.
Tháng 9 năm 1792, Nguyễn Huệ chết, di mệnh cho Trần Văn Kỷ và Trần Quang Diệu phò tá Thái tử, và thiên đô sang Nghệ An (Phượng Hoàng Trung Đô). Khi đó Quang Toản mới 10 tuổi lên ngôi, lấy niên hiệu là Cảnh Thịnh, sai Ngô Thời Nhiệm sang nước Tàu báo tang và cầu phong. Ngô Thời Nhiệm chưa ra khỏi cửa quan thì vua Thanh đã biết chuyện trước, sai quan Án sát Quảng Tây là Thành Lâm đến Bắc thành phong cho Quang Toản làm An Nam quốc vương, Quang Toản bèn sai người khác đóng giả mình để tiếp nhận. Sứ nhà Thanh biết chuyện nhưng cũng không có động thái gì.

## Hoàng đế Đại Việt (triều Tây Sơn)

### Lục đục nội bộ
Quang Toản lên kế ngôi khi mới 10 tuổi (1792), không có khả năng nắm việc triều chính. Lấy anh là Quang Thùy làm Khang công, cai quản xứ Bắc Hà; Quang Hãn làm Tuyên công, coi việc ở Thanh Hóa; Nguyễn Văn Huấn và Lê Trung quản trấn Nghệ An. Ở tại triều đình, dùng cậu là Bùi Đắc Tuyên làm Thái sư quản đốc, xét đặt mọi việc chính trị, Phạm Công Hưng làm Thái úy nắm giữ việc quân. Trung thư phụng chính là Trần Văn Kỷ làm các việc ở Trung thư cơ mật, văn thư lệnh thị đều ủy thác hết cho Thiếu phó là Trần Quang Diệu. Hộ giá là Nguyễn Văn Huấn, Nội hầu là Nguyễn Văn Tứ, Tư lệ là Lê Trung thì trấn giữ Nghệ An. Đại tư khấu là Vũ Văn Dũng, Đại tư hộ là Nguyễn Văn Dụng, Thiếu bảo là Nguyễn Văn Danh, Đại tư mã là Ngô Văn Sở, Hình bộ thượng thư là Lê Xuân Tài, Tuần kiểm là Chu Ngọc Uyển, còn Tiết độ là Nguyễn Công Tuyết thì trấn giữ Bắc Thành. Bãi việc cấp tín bài, đình việc phái đi bắt dân lậu sổ.
Do Quang Toản tuổi còn nhỏ, chỉ thích chơi đùa, nên Bùi Đắc Tuyên được thể tác oai tắc phúc, làm điều bừa bãi, làm cho nhiều người căm ghét.. Nguyễn Nhạc ở Quy Nhơn nghe tin Nguyễn Huệ đã chết, bèn đem 300 người liêu thuộc cùng với em gái đến hỏi thăm, nhưng khi đến địa giới Quảng Ngãi thì bị quân Nguyễn Huệ ngăn trở, phải trở về, chỉ cho một mình em gái tới viếng.
Bấy giờ nhân khi nội bộ Tây Sơn anh em bất hòa, Nguyễn Ánh từ Xiêm La về nước khôi phục cơ đồ, năm 1788 lấy lại Gia Định, năm 1790 lấy Bình Thuận và Diên Khánh. Từ đó trở đi, quân của Nguyễn Ánh luôn luôn tiến đánh mặt bắc, thanh thế rất mạnh. Tình thế đất nước lúc đó được sách Hoàng Lê nhất thống chí thuật lại
Mười ba thừa tuyên ở Bắc Hà cũng đều ngẩng cổ trông chờ sự trung hưng của họ Nguyễn. Sự bại vong của nhà Tây Sơn, những người am hiểu tình thế đều nhìn thấy rõ ràng, nhưng riêng vua tôi nhà Tây Sơn thì vẫn không hay biết.
Năm 1793, chúa Nguyễn cất quân từ Gia Định tấn công Quy Nhơn, quân Nguyễn Nhạc tan vỡ. Nhạc khi đó đang bị bệnh, gửi thư đến Phú Xuân cầu cứu. Cảnh Thịnh sai Thái úy Phạm Công Hưng, Hộ giá Nguyễn Văn Huân, Tư lệ Lê Trung cùng Đại Tư mã Ngô Văn Sở đem 17.000 quân, 80 thớt voi, còn Đại thống lĩnh Đặng Văn Chân đem 30 chiếc thuyền, chia làm 5 đạo chi viện Quy Nhơn, quân Nguyễn bèn rút về. Các tướng Tây Sơn vào thành, thu lấy hết áo giáp, vũ khí và chiếm luôn thành. Nguyễn Nhạc giận, thổ huyết mà chết, làm vua được 15 năm. Cảnh Thịnh phong cho con Nhạc là Nguyễn Bảo làm Hiếu công, cắt huyện Phù Ly để làm ấp ăn lộc, gọi là Tiểu triều.
Năm 1794, Cảnh Thịnh sai Hộ giá Nguyễn Văn Huấn và Kiểm điểm Trần Viết Kết đánh úp Diên Khánh, nhưng không được phải rút về. Lại sai Tổng quản là Trần Quang Diệu cùng Nội hầu là Nguyễn Văn Tú lại đem quân đến vây, giữ nhau vài tháng.
Mùa đông năm đó, Bùi Đắc Tuyên phái Ngô Văn Sở thay chức Vũ Văn Dũng trông coi Bắc Hà, và triệu Dũng về, đồng thời cũng bắt tội Phụng chính Trần Văn Kỷ, đày ra trấn xa. Dũng gặp Kỷ ở trạm Mỹ Xuyên, Kỷ bàn với Dũng rằng:
Quan Thái sư chức vị đã cao tột bực, trong tay nắm quyền làm oai làm phúc, lại đẩy ông ra ngoài, nếu có sự chẳng lợi cho nhà nước, các ông phỏng còn giữ được đầu chăng? Bây giờ chẳng sớm liệu đi, sau này ăn năn sao kịp?
Dũng cho lời Kỷ là phải. Hôm sau, Dũng đem quân bản bộ quay về, cùng Phạm Công Hưng, Nguyễn Văn Hóa vây chùa Thuyền Lâm là nơi ở của Tuyên, nhưng gặp hôm Tuyên ở trong cung với vua Cảnh Thịnh. Dũng bèn vây cung, buộc vua phải giao Thái sư ra, không thì sẽ phóng hỏa đốt kinh sư. Cảnh Thịnh bất đắc dĩ phải nghe theo, Dũng bèn bắt phe đảng Đắc Tuyên bỏ ngục; lại sai người vào Quy Nhơn bắt Bùi Đắc Trụ (con Bùi Đắc Tuyên) rồi sai đô đốc Hài ra thành Thăng Long giả chiếu lệnh bắt Ngô Văn Sở đưa về, thêu dệt thành tội trạng làm phản để dìm xuống nước cho chết hết. Quang Toản không biết làm sao, chỉ khóc mà thôi. Sau đó, Dũng lại sai Nguyễn Văn Hóa vào giữ thành Quy Nhơn.
Khi đó cánh quân của Trần Quang Diệu đang vây Nha Trang, thì được tin cha con Bùi Đắc Tuyên và Ngô Văn Sở đều đã bị Vũ Văn Dũng giết chết, bèn nói với các tướng rằng
Chúa không có đức cương quyết, đại thần giết lẫn nhau là biến lớn đấy, biến ở bên trong không yên thì lấy gì mà chống được người ta.
Bèn họp bàn cùng bọn tướng tá, định dùng quân lực bắt Vũ Văn Dũng. Ngay lập tức Diệu giải vây cho thành Nha Trang rồi kéo quân về thành Quy Nhơn để sau đó tiếp tục về kinh đô Phú Xuân (Huế). Về tới làng An Cựu ở phía nam kinh thành, trên bờ sông Hương, Diệu đóng quân ở bờ nam sông. Dũng cùng bọn nội hầu Tứ đem quân bản bộ đóng ở bờ bắc sông, mượn lệnh vua để chống lại với Diệu, lại nhờ Thái úy Phạm Công Hưng đứng ra xin hòa. Phần Quang Toản thì lo sợ, không biết làm thế nào, sai người đi lại yên ủi dỗ dành để hòa giải. Diệu mới chịu vào yết kiến, giảng hòa với Dũng, và đưa Lê Trung thay Huấn giữ Quy Nhơn mà triệu Huấn về.
Lúc đó Cảnh Thịnh lên thân chánh, năm ngày ra coi chầu một lần. Thái úy Phạm Công Hưng có bệnh mà chết, bèn lấy Diệu làm Thiếu phó, Huấn làm Thiếu bảo, Dũng làm Đại tư đồ. Nguyễn Văn Danh làm Đại tư mã, gọi là Tứ trụ đại thần. Khi ấy, các cận thần ở bên Cảnh Thịnh gièm pha rằng oai quyền của Trần Quang Diệu quá lớn, đang toan có mưu khác. Toản tin là thật, liền rút hết binh quyền của Diệu, chỉ cho giữ một chức quan vào hàng thị thần mà thôi. Diệu trong lòng nghi sợ, thường cáo ốm không vào chầu, sai bọn thủ hạ vài trăm người, ngày đêm cầm binh cự để tự vệ. Toản thường sai trung sứ đến ủy lạo phủ dụ.
Mùa hạ năm 1797, quân nhà Nguyễn tiến đánh Quy Nhơn, lại tiến sát đến Đà Nẵng, Câu Đê, Hải Vân ở Quảng Nam. Cảnh Thịnh sai Nguyễn Văn Huấn đem hết quân để chống cự. Cho Diệu được khôi phục binh quyền binh quyền đóng giữ cửa biển Noãn Hải, quân Nguyễn rút về. Trần Quang Diệu vốn tương đắc với Lê Trung, nên gửi mật thư vào Quy Nhơn, hẹn Trung cất quân lập Nguyễn Quang Thiệu (con Nguyễn Huệ, anh Cảnh Thịnh) làm vua mà phế Quang Toản. Trung theo lời kéo quân về, Quang Thiệu đem quân tiếp ứng phía sau. Quân của Trung về đến Quảng Nam, trong ngoài nhốn nháo sợ hãi. Quang Toản họp các quan lại bàn bạc, mọi người cử Trần Quang Diệu đến bảo Lê Trung lui quân. Trung không thông báo cho Quang Thiệu mà một mình một ngựa theo Diệu về yết kiến Cảnh Thịnh. Quang Thiệu sợ hãi phải rút quân về Quy Nhơn, đóng chặt cửa thành để cố thủ. Cảnh Thịnh sai tướng đến đánh liên tiếp mấy tuần không hạ được, tự mình làm tướng đem quân đi. Đến Lê Giang, Thái phủ Mân Ứng hầu Lê Văn Ứng tâu với vua rằng:
Cuộc biến loạn Quang Thiệu thực do Lê Trung gây nên, tội không thể tha, xin giết ngay để răn kẻ khác.
Cảnh Thịnh nghe theo và cho vời Trung vào dinh, sai võ sĩ trói lại đem chém. Con rể Lê Trung là đại đô đốc Lê Chất bèn đầu hàng Nguyễn Ánh. Sau đó, Toản tiến đánh Quy Nhơn, mười ngày sau hạ được thành, bắt Quang Thiệu cùm đưa về, dùng thuốc độc giết chết. Toản để Mân ở lại giữ thành Quy Nhơn. Lại tin lời Thượng thư là Hồ Công Diệu vu thác dèm pha, giết Thiếu bảo là Nguyễn Văn Huấn. Từ đấy tướng, tá có lòng lìa bỏ, người nào cũng có lòng nghi sợ, dần bỏ trốn hoặc theo hàng chúa Nguyễn.
Năm 1798, Nguyễn vương tính ra đánh Quy Nhơn, dò biết Tiểu triều Nguyễn Bảo có ý oán hận Cảnh Thịnh cướp cơ nghiệp của Nguyễn Nhạc, bèn gửi thư cho Bảo để dụ hàng. Bảo cũng có ý đó, Bảo bèn giam Uyên Thành hầu mà giữ lấy thành, sai Đô đốc là Đoàn Văn Cát, Nguyễn Văn Thiệu giữ Phú Yên, dâng biểu xin đầu hàng Nguyễn vương, tình nguyện làm quân tiền khu. Nguyễn vương nhận tờ biểu sai bọn Nguyễn Văn Thành đến tiếp ứng. Cảnh Thịnh hay tin, sai quân đánh Quy Nhơn, bắt Bảo đem về Phú Xuân bắt uống thuốc độc chết, còn quân nhà Nguyễn thì không công mà rút về. Nhà Tây Sơn nhánh Nguyễn Nhạc từ khi tiếm xưng Hoàng đế năm 1777 đến đây là dứt, tổng cộng là 21 năm.

### Nguyễn vương bắc phạt
Bấy giờ quân nhà Nguyễn đã làm chủ từ Phú Yên trở về nam, còn từ Quy Nhơn trở ra bắc là đất Tây Sơn. Tháng 10 năm 1794, Cảnh Thịnh bảo Trần Quang Diệu rằng
Quân Nam triều đánh một trận mà lấy được bốn thành của Thái Đức. Do bá phụ thế cô mới nên nông nỗi ấy. Nay triều ta đã lấy được Quy nhơn, nếu không thu phục Diên Khánh thì thành Chà Bàn thế cô, tất bị Nam triều chiếm. Tướng quân nên đưa quân vào chiếm Diên Khánh, không được để cho Võ Tánh một mình xưng hùng xưng bá.
Rồi lấy Quang Diệu làm thống suất, Lê Trung làm phó, lĩnh đại quân tiến đánh thành Nha Trang. Bảy tướng từ Lê Văn Trung trở xuống đều được gia phong làm quận công quản binh và nghe theo lệnh chỉ huy của Quang Diệu. Diệu tiến sát thành Nha Trang, mà quân tuần tiễu thì đã đến địa phận Bình Thuận. Quân Nguyễn Ánh hết sức chống giữ khiến Diệu không thể thắng nổi. Giai đoạn này, quân Tây Sơn luôn luôn tấn công miền Nam đã thuộc quyền Nguyễn Ánh, quân hai bên chống chọi với nhau đến hàng năm.
Sau đó vì vụ Lê Trung mà Lê Chất làm phản theo Nguyễn Ánh, đem quân đánh nhau với tướng Tây Sơn là Mân. Quân của Mân thua trận, Mân phải chạy vào núi rừng mà trốn; quân, voi, khí giới đều bị Chất thu sạch. Vua Quang Toản nghe tin, lại sai Đại Tư vũ Trần Danh Tuấn dẫn binh tới trấn, chiêu tập tàn quân để đóng giữ.
Năm 1800, quân nhà Nguyễn vượt biển ra đánh Quy Nhơn. Tướng ở Quy Nhơn là Đại tổng quản Lê Văn Thanh đóng cửa thành, cố chết giữ, Trần Quang Diệu và Vũ Văn Dũng đem binh thuyền đến viện trợ. Khi đến Quảng Ngãi, nghe tin quân Nguyễn đã lên đường bộ giữ chỗ hiểm. Diệu ở ngoài núi Thạch Tân, Dũng đem quân đi theo đường tắt ở Chung Xá, mưu đánh úp đằng sau. Đêm có một con nai chạy ra, quân đi trước reo hò, truyền lầm là quân Đồng Nai, quân của Dũng sợ chạy tan vỡ, quân nhà Nguyễn nhân đấy đuổi đánh, quân của Dũng tự dày xéo nhau, chết rất nhiều, nên việc cứu viện không thành. Thiếu úy Trương Tấn Thúy, Binh bộ Thượng thư Nguyễn Đại Phác, Tổng quản Lê Văn Thanh ở trong thành vì không có viện binh nên dâng thành xin hàng. Nguyễn vương chiếm được Quy Nhơn, đổi tên là trấn Bình Định, sai Võ Tánh và Ngô Tùng Châu ở lại giữ thành còn mình rút về Gia Định. Quang Toản nghe tin Bình Định đã mất, bèn đem đại binh đi chiếm lại. Đến Trà Khúc, giục các tướng ra quân, Trần Viết Kết nói
Nay không thuận chiều gió, xin hãy đưa quân về.
Toản để Dũng và Diệu giữ Quảng Nam, Nguyễn Văn Giáp giữ Trà Khúc, Trần Quang Diệu và Vũ Văn Dũng giữ Quảng Nam, rồi trở về Phú Xuân. Trước đây, trận đánh ở Thạch Tân, quân của Dũng không đánh mà tự tan vỡ, Dũng sợ cầu xin Diệu giấu việc ấy cho. Từ đấy hai người cố kết với nhau, ước làm bạn sống chết có nhau. Bọn Trần Viết Kết, Hồ Công Diệu, Trần Văn Kỷ, vốn ghét Diệu, cho là Quy Nhơn thất thủ, Diệu dừng quân lại là không có công gì, để làm cớ nói, làm tờ chiếu giả, sai Dũng bắt giết đi. Dũng nhận được thư đưa bảo Diệu, Diệu cả sợ, bèn dẫn binh về Phú Xuân, cắm trại sách ở bờ bên Nam sông Hương, nói phao lên là giết giặc ở bên cạnh vua. Cảnh Thịnh và Trần Văn Kỷ bèn quy hết trách nhiệm cho Trần Viết Kết và Hồ Công Diệu. Kết bỏ trốn, còn Công Diệu thì bị bắt để giao nộp cho Quang Diệu. Quang Diệu mới chịu vào yết kiến, Cảnh Thịnh dụ rằng
Bọn ngươi là cốt tráng của nước, nên vì nước nhà cùng lòng hết sức, để trừ bỏ mối lo ở ngoài, không nên mang lòng ngờ vực.
Bọn Diệu đều lạy tạ và xin đem quân đánh Bình Định, vua y lời. Năm 1800, bộ binh của Diệu tiến sát đến dưới thành, đắp lũy dài vòng quanh ở bốn mặt ngoài thành để vây. Còn Vũ Văn Dũng lấy hai chiếc thuyền hiệu lớn Định quốc và hơn 100 chiếc thuyền chiến đóng ở đầm Thi Nại. Lại ở bên tả cửa biển lập hai đồn nhỏ ở núi Tam Tòa tại bên hữu Nhạn Châu, trên đặt súng lớn, dựa chỗ cao
bắn xuống, phòng thủ rất cẩn mật.
Mùa hạ năm 1800, Nguyễn Ánh thân suất đại binh cứu Bình Định. Quân bộ đóng ở Thị Dã, quân thủy đóng ở ngoài khơi cửa biển Thị Nại, còn Võ Tánh cũng ở trong thành cố giữ để đợi quân cứu viện, hai bên ở thế cầm cự với nhau. Khi ấy, các thế lực chống đối triều đình cũng được dịp trỗi dậy hưởng ứng họ Nguyễn, như Điển quân Thượng đạo Lưu Phước Tường liên kết với Vạn Tượng, Trấn Ninh đánh thành Nghệ An, thể ty các trấn từ Thanh Hóa trở ra cùng các đạo trưởng người Tây dương...
Trước tình thế khốn quẫn, Quang Toản đem lễ vật triệu La Sơn phu tử là Nguyễn Thiếp đến bàn kế đánh giữ, nhưng Thiếp cũng cho rằng vận số Tây Sơn đã hết, nhân đó bảo Toản dời ra Nghệ An, may ra hoặc có thể cầm cự được. Toản cũng do dự không quyết.
Năm 1801, Nguyễn vương đánh vào cửa biển Thi Nại, sai Nguyễn Văn Trương, Tống Phước Lương lĩnh quân tiền đạo, vào trước đốt đồn thủy của Tây Sơn. Lê Văn Duyệt, Võ Di Nguy kế tiếp tiến đến. Vũ Văn Dũng đốc các quân chống đánh, tướng Võ Di Nguy và nhiều quân Nguyễn chết trận. Lê Văn Duyệt bèn đốc chiến càng mạnh, nhân chiều gió tung ra đốt hết thuyền của Tây Sơn, Vũ Văn Dũng bỏ Thị Nại về hợp binh với Trần Quang Diệu ở Bình Định.

### Mất Phú Xuân chạy ra Bắc Hà
Tuy quân chúa Nguyễn đánh thắng trạn ở Thị Nại nhưng thành Bình Định vẫn bị vây rất ngặt, Trần Quang Diệu cũng thề chết chiếm lại thành này. Mùa hạ năm 1801, nhận thấy quân tinh nhuệ của Tây Sơn đều ở cả Bình Định mà lực lượng ở Phú Xuân (Huế) thì rất yếu ớt, Nguyễn Ánh bèn để Nguyễn Văn Thành ở lại giữ Thị Dã, còn lại toàn bộ thủy quân và trên 1.000 chiến thuyền, thuận theo gió nam vượt biển ra phía bắc.
Ngày 1 tháng 5, quân chúa Nguyễn đánh vào cửa biển Tư Dung, ngụy Phò mã Nguyễn Văn Trị giữ núi Quy Sơn dựng sách gỗ để chống cự. Quân tiền đạo đánh không được, Lê Văn Duyệt và Lê Chất đem hàng chục chiếc thuyền chiến vượt bờ cát, vào vụng Hà Trung đánh úp phía sau, chia quân nhổ sạch gỗ mà tiến lên. Trị sợ, quân tan vỡ chạy cả. Đại binh tiến đến Trừng Hà bắt dược Trị và Đô đốc là Phan Văn Sách, rồi bèn tiến đến cửa sông Noãn Hải. Cánh quân thứ hai do Nguyễn Văn Trương và Phạm Văn Nhân chỉ huy cũng đã lấy được cửa Thuận An rồi chờ đại quân của Nguyễn Ánh đến hội họp ở đó. Quang Toản đem hết quân còn lại chống giữ. Quân Nguyễn nhân thế thắng tiến lên, quân Tây Sơn tan vỡ, bỏ chạy tan tác, hai hoàng đệ là Quang Xuân và Quang Điện đều bị bắt. 
Ngạn ngữ có câu: "Kinh bạc là dân, bất nhân là quân", quả thật là như thế!
Ngày mùng 3, Nguyễn Quang Toản vất bỏ sắc ấn của nhà Thanh, đem theo vàng bạc châu báu chạy ra Nghệ An. Khi vừa ra khỏi cầu Phú Xuân vài dặm thì quân đều chạy tán ra bốn phía. Toản bèn cùng em là Thái tể Quang Thiệu, Nguyên súy Quang Khanh và bọn Đại tư mã Tứ, Đô đốc Trù cưỡi ngựa theo hướng lũy Động Hải. Ngày 5 tháng 5 qua sông Gianh, quân Nguyễn mất dấu không đuổi theo kịp phải rút về.
Toản ở lại Nghệ An vài ngày, rồi lại đi ngựa trạm đến trấn Thanh Hóa, phi báo cho hoàng huynh là Quang Thùy đưa quân đến đón. Nguyễn vương đã lấy lại Phú Xuân, lại sai Lê Văn Duyệt, Lê Chất và Tống Viết Phước vào cứu viện thành Bình Định. Quân chưa đến nơi thì được tin Bình Định thất thủ, Võ Tánh và Ngô Tùng Châu đều hy sinh. Trần Quang Diệu đã chiếm thành, sai Đại đô đốc là Trương Phước Phượng, Tư khấu là Định đem quân dò đường miền trên về cứu viện Phú Xuân. Phượng đi giữa đường thì đầu hàng quân Nguyễn, còn Định chạm trán với quân Nguyễn bị thua, trốn vào sách Man rồi chết ở đấy.

### Nỗ lực khôi phục
Hạ tuần tháng 5, vua Cảnh Thịnh lại chạy ra Bắc Thành, ở phủ đệ của Quang Thùy. Khi ấy mưa mãi mấy tuần, ở trước sân nước sâu đến hơn một thước, hốt nhiên nước xuống đất sụt, chiều sâu chiều rộng hơn vài thước. Lầu ba tầng ở Nghệ An cũng vô cớ tự đổ, người đều cho là điềm không lành.
Vua Quang Toản ở Thăng Long đổi niên hiệu Cảnh Thịnh làm năm đầu niên hiệu Bảo Hưng, xuống chiếu tự trách mình, úy lạo vỗ về quân dân các trấn. Lấy Ngô Thời Nhiệm làm Thượng thư bộ Binh, Nguyễn Huy Lịch làm Thượng thư bộ Lại, Phan Huy Ích làm Thượng thư bộ Lễ, còn các người khác phong cho đều có thứ bậc khác nhau. Lại cho đắp gỗ tròn ở ngoài cửa chợ Dừa, xây đền vuông ở hồ Tây, để đến ngày đông chí, hạ chí chia tế trời đất. Đích thân nhà vua đến nhà Quốc tử giám khảo khóa học sinh, ai được ưu thì thưởng tiền cho. Sai bọn Nguyễn Đăng Sở sang nước Thanh dâng lễ cống hàng năm, và xin viện trợ. Khi đó sứ nhà Nguyễn là Trịnh Hoài Đức cũng đã đến Quảng Đông báo việc trong nước, áp theo theo 3 tên cướp biển Tàu Ô và cho nhà Thanh biết rằng Tây Sơn trước giờ luôn ủng hộ quân cướp biển đánh phá nhà Thanh. Lúc đó các quan nhà Thanh cũng bắt được 2 tướng cướp là Vương Quý Lợi và Phạm Quang Hỷ, và phát hiện công văn có con dấu Tây Sơn trên thuyền của họ. Vua Gia Khánh nhà Thanh giận lắm, bèn nhận lễ vật của nhà Nguyễn mà đuổi bọn Đăng Sở về.
Tháng 8, Quang Toản sai Quang Thùy kiểm điểm binh mã đến đóng đồn ở trấn Nghệ An. Tháng 11, để em là Quang Thiệu, Quang Thanh ở lại giữ Bắc Thành, còn bản thân đốc quân lính 6 trấn và lính Thanh, Nghệ cộng ba vạn người, tự làm tướng đem quân nam hạ, có vợ của Trần Quang Diệu là Bùi Thị Xuân cùng 5000 thuộc hạ đi theo. Lấy Tiết chế Quang Thuỳ và Tổng quản Siêu làm tiên phong đánh lũy Trấn Ninh. Tư lệ Tuyết, Đô đốc Nguyễn Văn Kiêm tiến đánh lũy Đâu Mâu; Thiếu úy Đặng Văn Bằng, Đô đốc Lực liên kết với quân Tàu Ô dàn chiến hạm chắn ngang sông Gianh, binh thế ở ngoài biển rất đông, quân Nguyễn lui giữ Động Hải. Ngày 30 tết, Quang Toản đem đại quân vượt sông Gianh.
Nguyễn Ánh đích thân dẫn đại quân chống trả, sai Phạm Văn Nhân và Đặng Trần Thường thống lĩnh quân bộ, Nguyễn Văn Trương thống lĩnh quân thủy. Ngày mùng 1 tháng giêng năm Nhâm Tuất (18-2 năm 1802) quân của Quang Thùy tiến sát lũy Trấn Ninh, nhưng bị đẩy lùi. Cảnh Thịnh lại đem hết quân tiến sát đến lũy Đâu Mâu, quân Nguyễn bắn súng và ném đá xuống làm cho quân Tây Sơn bị thương, chết rất nhiều, vua sợ muốn rút quân. Bùi Thị Xuân nắm cương ngựa lại cố xin đánh tiếp, nên cuộc chiến vẫn tiếp tục dến buổi trưa. Chợt nghe cánh quân thủy bị Nguyễn Văn Trương đánh thua, mới sợ mà tản chạy cả. Cảnh Thịnh lánh qua Đông Cao, tướng Tây Sơn là Nguyễn Văn Kiên ra đầu hàng quân Nguyễn.
Trận thua ở sông Gianh khiến lực lượng còn lại của Tây Sơn gần như mất sạch. Vào ngày mùng 2 Tết, khi Quang Toản chạy đến Động Cao thì những người đi theo không còn được một hai phần mười. 50 chiếc thuyền lương và quân nhu khí giới đều bị quân Nguyễn lấy được. Cánh quân của Quang Thùy đến sông Gianh bị ngăn trở không sang sông được, bèn theo đường núi đi tắt, hơn một tuần mới đến Nghệ An, hội quân với Quang Toản rồi cùng nhau chạy về Bắc Thành.
Sử nhà Nguyễn chép rằng
Chiến dịch này, Toản đem quân cả nước đến đánh, một trận bị thua, không thể ngóc đầu dậy được. Từ đấy thần khí mất đi, duy ở trong thành tập bắn và ngâm thơ mà thôi.

## Mất nước và kết cục

### Mất nước
Trần Quang Diệu và Vũ Văn Dũng ở Bình Định nghe tin Phú Xuân đã mất, bèn đốc suất bọn Từ Văn Chiêu, Nguyễn Văn Mân, Nguyễn Văn Giáp, Nguyễn Văn Điểm, Lê Công Hưng đem 3.000 binh, 80 thớt voi chiến, theo đường miền trên vào Ai Lao, để chạy ra Nghệ An. Quân nhà Nguyễn khôi phục Bình Định, cơ nghiệp xưa của các chúa Nguyễn đến đây đã được giành lại hoàn toàn bởi tay Nguyễn Ánh. Ngày 28 tháng 5, Quân Nguyễn tiếp tục tiến lấy được đồn Tam Hiệu ở châu Bố Chính; thủy quân của Nguyễn Văn Trương đến cửa biển Đan Nhai đánh phá bảo Quân Mộc; quân bộ của Lê Văn Duyệt, Lê Chất đến sông Thanh Long cướp kho Kỳ Lân; Trấn thủ Nghệ An của Tây Sơn là Nguyễn Văn Thận, Hiệp trấn là Nguyễn Triêm, Thủy quân thống lĩnh là Đại Thiếu úy là Đăng bỏ thành chạy đến đồn Tiên Lý. Triêm tự thắt cổ chết, Thận chạy đến Thanh Hóa, đại binh đã lấy được Nghệ An, đặt quan lại để trị.
Trần Quang Diệu từ Quy Hợp xuống Hương Sơn, nghe tin Nghệ An đã mất, bèn qua Thanh Chương sang sông Thanh Long, nhưng người đi theo dần dần tản đi cả. Diệu và vợ là Thị Xuân đều bị quan quân bắt sống được; Vũ Văn Dũng cũng bị thổ dân Nông Cống bắt nộp cho quân Nguyễn. Quân nhà Nguyễn thừa thắng tiến ra Thanh Hóa. Đốc trấn là Quang Bàn và Thận cùng đồng đảng đều xin hàng. Cùng khi này, Nguyễn vương hạ chiếu đổi niên hiệu làm năm đầu Gia Long, tức là Nguyễn Thế Tổ. Mốc thời điểm này được các sử gia xác nhận là điểm bắt đầu của Vương triều Nguyễn.
Ngày 13 tháng 6, nhà Nguyễn tiến chiếm Sơn Nam. Ngày 15, Quang Toản cử Quang Thùy và Tư mã Tứ đem quân Ngũ bảo sang sông Bồ Đề đi trấn Kinh Bắc, sửa cung phủ, làm cầu phao giữa sông Cầu và sông Thương, để tiện đường lánh sang Lạng Giang. 16 tháng 6, tự liệu thế không chống được, bèn cùng Quang Thùy, Quang Thiệu và bọn Tư mã Nguyễn Văn Dụng, Nguyễn Văn Tứ trong mưu gió mà vượt sông Nhị Hà chạy lên đến Xương Giang. Khi đến Thọ Xương thì thấy cầu phao làm hôm trước đã bị người dân phá sạch, Quang Toản nói với tả hữu
Lũ ngươi ngày thường tuyên dương đức hóa, không biết làm được việc gì, mà để dân tình như thế.
Quang Thùy tìm cách chạy đến trấn Bảo Lộc là nơi hiểm yếu để nghĩ bề chống giữ, nhưng quân lính trên đường đi đều tản mát hết cả, cùng đường đành tự thắt cổ chết ở cầu Quất Lâm. Ngày 17, quân Nguyễn lấy Kinh Bắc. Ngày 18, Lê Văn Duyệt tiến quân vào thành Thăng Long.
Còn vua Cảnh Thịnh cùng em là Quang Thiệu chạy đến Lạng Giang, khi đến đình Phương Lan thì tùy tùng chỉ còn 100 người. Tổng trưởng An Mẫu là Vũ Thám đem hào mục 2 huyện Phượng Nhãn và Lục Ngạn đến vây bắt 3 ngày vẫn không bắt được. Cảnh Thịnh cưỡi voi vào rừng trốn, giữa đường bị một kẻ điên ở chợ hò hét khiến voi dừng lại, nhân đấy bọn Tham lùng ra tung tích và bắt được Quang Toản, đóng cũi đưa đến Bắc Thành, đó là vào ngày 21 tháng 6. Để tưởng niệm chiến thắng, nhà Nguyễn cho đổi ấp Tây Sơn là nơi phát tích của anh em Nguyễn Huệ thành ấp An Tây. Một người cung phi của Cảnh Thịnh là bà Ngọc Bình, cũng là công chúa nhà Lê, cũng bị bắt làm vợ của vua Gia Long.
Theo Phan Thúc Trực, người có công bắt được Quang Toản chỉ là một kẻ điên ở chợ, nuôi vài mươi đứa ăn xin, sớm tối cầm canh đánh xẻng. Vì sự trùng hợp này mà anh ta được thưởng 3 mẫu ruộng và nêu tên là Trung Nghĩa.
Ngày 23, vua Gia Long đặt chân ra thành Thăng Long, quan lại các trấn tranh nhau đến trước chỗ đóng quân đầu thú, không ai dám chống lại. Nước Việt Nam thống nhất.

### Cái chết
Cuối năm đó vua Gia Long trở về Phú Xuân và chuẩn bị trả thù cho những người thân đã chết thảm dưới tay anh em Tây Sơn cũng như những cay đắng mà ông đã gánh chịu trong 27 năm lưu lạc. Về việc này, sách Đại Nam thực lục chép rằng
Tháng 11 làm lễ tuyên cáo võ công. Ngày Quý dậu tế thiên địa thần kỳ. Ngày Giáp tuất hiến phù ở Thái miếu. Sai Nguyễn Văn Khiêm là Đô thống chế dinh Túc trực, Nguyễn Đăng Hựu là Tham tri Hình bộ áp dẫn Nguyễn Quang Toản và em là Quang Duy, Quang Thiệu, Quang Bàn ra ngoài cửa thành, xử án lăng trì cho 5 con voi xé xác, đem hài cốt của Nguyễn Văn Nhạc và Nguyễn Văn Huệ giã nát rồi vất đi, còn xương đầu lâu của Nhạc, Huệ, Toản và mộc chủ của vợ chồng Huệ thì đều giam ở nhà đồ ngoại Còn đồ đảng là bọn Trần Quang Diệu, Võ Văn Dũng đều xử trị hết phép, bêu đầu cho mọi người biết. Xuống chiếu bố cáo trong ngoài.
Vua Gia Long giải thích về quyết định của mình qua một chỉ dụ
Trẫm nghe, vì chín đời mà trả thù là nghĩa lớn kinh Xuân Thu; thương muôn dân mà đánh giặc là lòng nhân của vương giả... Ngày mồng 6 tháng này, tế cáo Trời Đất; ngày mồng 7 yết tế Thái miếu, làm lễ hiến phù, bọn Nguyễn Quang Toản và ngụy thái tể Quang Duy, Nguyên súy Quang Thiệu, Đốc trấn Quang Bàn, Thiếu phó Trần Quang Diệu, Tư đồ Võ Văn Dũng, Tư mã Nguyễn Văn Tứ; Đổng lý Nguyễn Văn Thận, Đô ngu Nguyễn Văn Giáp, Thống tướng Lê Văn Hưng, cùng với bè lũ đầu sỏ đều đã bắt giam, đều đem giết cả, bêu đầu bảo cho dân chúng. Nhạc Huệ trời đã giết rồi, cũng đem phanh xác tan xương, để trả thù cho Miếu Xã, rửa hận cho thần nhân. Ôi! Tàn tặc dẹp yên, đã thành công đại định xa thư một mối, hưởng chung Phước thái bình.
Trong vòng 20 năm từ 1802 - 1821, đầu lâu của các vua Tây Sơn bị bỏ vào ba cái vò, giam ở nhà Đồ Ngoại, tức là Võ Khố sau này. Từ năm 1822 - 1885, các vò bị giam vào Khám đường, ở phía tây bắc kinh thành Huế, khoảng giữa cửa chính Tây và An Hòa. Ba chiếc vò bị xiềng và giam riêng, ngăn cách nhau, ngoài có niêm phong, hàng tháng có đoàn của triều Nguyễn xuống kiểm tra. Ba chiếc vò được các tù nhân tôn kính gọi là "Ông Vò", còn những người gác ngục gọi là "chúa ngụy". Những người sống ở gần Khám đường đều tỏ ra kính cẩn ba Ông Vò, họ thường cúng bái và coi như thần hộ mệnh.
Năm 1885, kinh thành Huế biến động bởi chiến tranh giữa phe chủ chiến của Nhà Nguyễn với người Pháp, ba chiếc vò bị mất tích. Các nhà nghiên cứu vẫn tiếp tục tìm tòi, nghiên cứu về vấn đề này nhưng chưa có kết luận cuối cùng. Theo Báo Đất Việt thì vào đêm 22 rạng 23 tháng năm Ất Dậu (1885), phòng thành Huế thất thủ, vua Hàm Nghi cùng hoàng gia phải rời khỏi phòng thành, quân Pháp tràn vào thành. Lúc đó, có người mang 3 vò chạy trốn rồi sau đó không còn ai rõ hành tung 3 cái vò ấy nữa.
Khi bị hành hình, Quang Toản mới 19 tuổi. Nhà Tây Sơn khởi đầu từ năm 1778, Nguyễn Nhạc xưng đế ở Quy Nhơn đến năm 1802 cả thảy được 24 năm. Nhưng Nguyễn Nhạc chỉ làm vua từ đất Quảng Nam, Quảng Ngãi trở vào mà thôi, còn từ Phú Xuân trở ra, thì thuộc về nhà Lê. Đến cuối năm 1788, vua Quang Trung xưng đế, rồi ra đại phá giặc Thanh (1789), lấy lại đất Bắc, từ đó nước Nam mới thuộc về nhà Tây Sơn. Vậy tính ra từ 1788 đến 1802 thì nhà Tây Sơn chỉ làm vua được có 14 năm mà thôi.

## Đánh giá
Triều thần nhà Nguyễn bàn luận với nhau rằng
Quang Toản tư cách nhu nhược, nối ngôi mà giao việc nước cho người cậu gian tham không thể làm được gì nữa. Do đó mà không chế ngự được bọn quyền thần, không tự mình làm chủ được nữa. Vây thành Quy Nhơn mà lại rút bỏ đồn quân quan trọng ở cửa Thị Nại, đến đánh ở sông Trường Giang mà bỏ mất kinh đô Phú xuân. Rốt cuộc phải chạy ra Đông Cao rồi lại đưa quân lại quyết chiến bên dòng Linh Thủy, cuối cùng bị cướp ở Xương Giang, thân chịu cầm tù bị đóng cũi giải về chốn núi Nùng sông Nhị.
Theo sử gia Phạm Văn Sơn
Sự thất bại của vua tôi nhà Tây Sơn (Cảnh Thịnh) đã chỗ vua thì nhỏ tuổi, các đại thần ghen ghét và tìm cách hại nhau, việc chính trị không ai ngó tới. Dân chúng trước tình trạng này mất cả tin tưởng và cảm tình, phần bị chiến tranh liên miên nên kiệt quệ mà sinh biến ở nhiều nơi, các tín đồ và đạo trưởng đạo Thiên Chúa cũng nổi lên... Từ đó, nhà Tây Sơn chính thức sụp đổ và chấm dứt.